# Шоу-бізнес

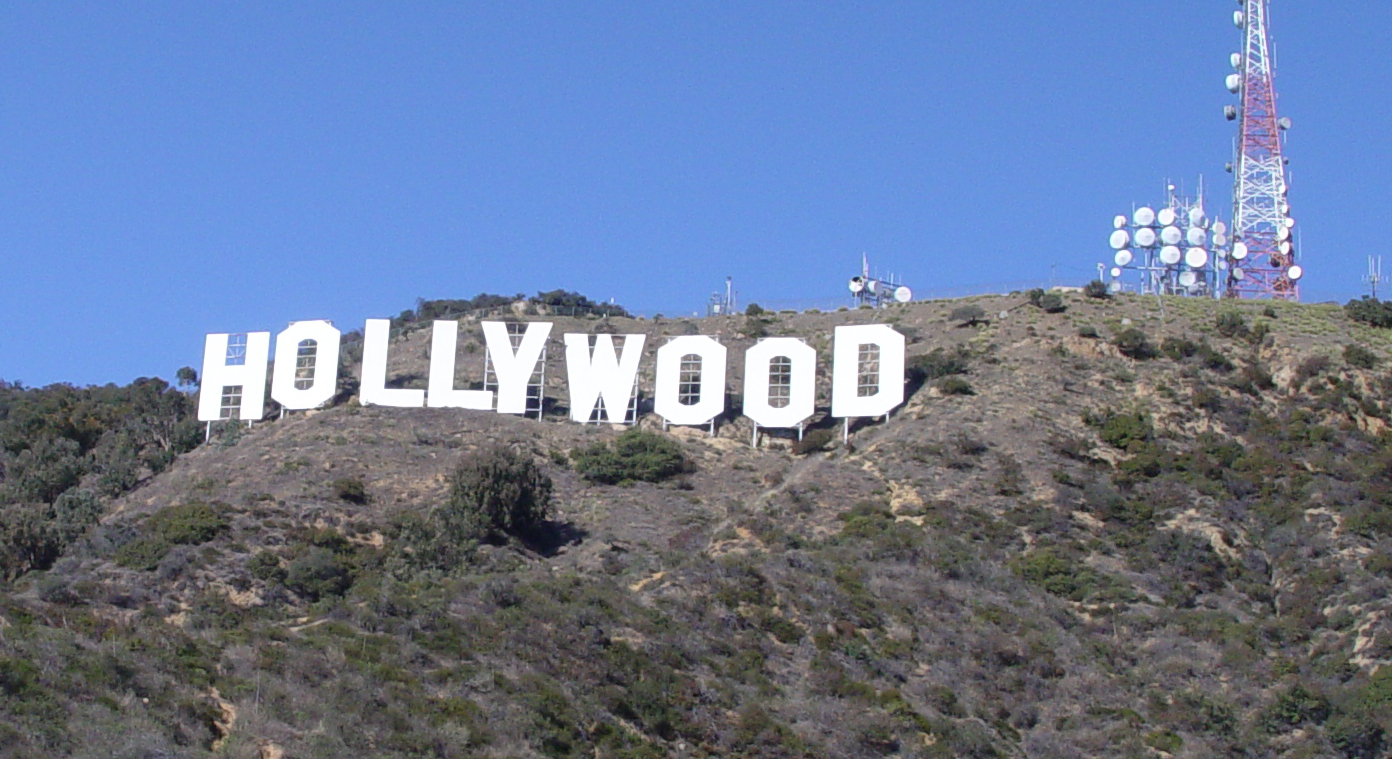
Відомий знак Голлівуду на Голлівудських пагорбах у Лос-Анджелесі, штат Каліфорнія, був споруджений у 1923 році для реклами проекту житлового будівництва на пагорбах над Голлівудом.

Шоу-бі́знес (англ. show business, іноді скорочено до show biz або у контрактній формі showbiz; перекладається як розважальний бізнес або світ розваг) — це простонародний термін для всіх аспектів індустрії розваг. Термін використовується для позначення всіх промислових і комерційних видів діяльності, пов'язаних зі світом розваг, безпосередньо чи опосередковано від них залежних. Стосується як виробництва розважальних програм, так і фізичних осіб та підприємств, які займаються такою діяльністю. Термін охоплює комерційну діяльність у сфері розваг, індустрії розваг (англ. entertainment industry). Він включає різні форми розваг, такі як розважальні та музичні заходи (шоу, концерти), компакт-диски, фільми, телевізійні шоу, музичні відео, а також індустрію медіа, що формує громадську думку. Загалом, індустрія розваг позначає всіх тих, хто тяжіє до цього середовища, незалежно від того, називають вони себе зірками, кумирами чи знаменитостями. Термін відноситься до різних сфер, пов'язаних із виконавським мистецтвом, від його фінансової сторони до творчої, включно з імпресаріо, підприємцями, продюсерами та дистриб'юторськими компаніями, акторами, митцями, композиторами та музикантами, режисерами, співаками і художниками, сценаристами і техніками, які беруть участь у цьому, також проходячи через структурні сфери кіно, телебачення, театр і музика.
Вираз «шоу-бізнес» з'явився в 1930-х роках і був поширений у ЗМІ та літературі. 
Основні представники світу розваг включають кіноіндустрію Голлівуду в Лос-Анджелесі, кіно- та телеіндустрію Індії (Боллівуд) і головні бродвейські театри Нью-Йорка. Але, наприклад, казино (наприклад, у Лас-Вегасі), цирки, фокусники, ярмарки та парки розваг також можна вважати частиною світу розваг.
Світ розваг економічно належить до третинного сектора (комерційні послуги), зокрема культурного сектора, і в системі промислової класифікації ООН (ISIC) в основному підпадає під розділ R: мистецтво, розваги та відпочинок. Крім того, кіно- та музична продукція класифікується в розділі J: інформація та комунікація. Світ розваг має давні традиції. Ревю — розважальний театр, заснований на пісні, танці, вар'єте та легковажних скетчах — був поширених у Франції вже в 1930-х роках. Американський вплив і мислення проникли в Європу в XX столітті через голлівудські кінотеатри, через радіо та індустрію звукозапису з такими співаками, як Елвіс Преслі та Білл Гейлі, а також через журнали.